# Novo Umberto Maerna
Novo Umberto Maerna (Milano, 6 settembre 1956) è un politico italiano, dal 13 ottobre 2022 deputato alla Camera per Fratelli d'Italia.

## Biografia
Nato a Milano, ma residente a Magenta (Milano), consegue il diploma di perito industriale specializzato in elettronica presso l'Istituto Tecnico Industriale "Giuseppe Omar" di Novara nel 1975 e la laurea in ingegneria elettronica presso il Politecnico di Milano nel 1982, intraprendendo, terminati gli studi, la carriera lavorativa presso varie aziende, fino ad arrivare a ricoprire il ruolo di dirigente.

### Attività politica
Esponente del Movimento Sociale Italiano di Giorgio Almirante, per cui è stato consigliere comunale di Magenta all’opposizione negli anni '80, nel 1995 aderisce alla svolta di Fiuggi di Gianfranco Fini che porta alla sua trasformazione in Alleanza Nazionale (AN), dov'è stato membro dell'assemblea nazionale e segretario della federazione provinciale di Milano.
Nel 1999, con la nomina ad assessore all’agricoltura, parchi, protezione civile, cave ed edilizia nella giunta provinciale di Milano presieduta da Ombretta Colli.
Nel 2004 viene nominato vicesindaco e assessore all’ambiente e polizia locale nella giunta comunale di Segrate (MI) guidata dal forzista Bruno Colle, venendo confermato negli incarichi, ma con deleghe diverse (commercio e attività produttive), sotto l'amministrazione comunale di Adriano Alessandrini.
Nel 2009 aderisce alla confluenza dI AN nel Popolo delle Libertà (PdL), dove nell'aprile dello stesso anno diventa vice-coordinatore vicario del PdL nella città di Milano.
È stato vicepresidente della provincia di Milano e assessore alla Cultura sotto l'amministrazione provinciale di Guido Podestà.
Alle elezioni politiche anticipate del 2022 viene candidato alla Camera dei deputati, tra le liste di Fratelli d'Italia nel collegio plurinominale Lombardia 2 - 02, risultando eletto deputato. Nella XIX legislatura è componente della 10ª Commissione Attività produttive, commercio e turismo e della Commissione parlamentare d'inchiesta sulle condizioni di lavoro in Italia, sullo sfruttamento e sulla tutela della salute e della sicurezza nei luoghi di lavoro pubblici e privati.

## Controversie
Nel 2012 Maerna, da vicepresidente della provincia di Milano, ha definito Scientology, setta religiosa statunitense contro la psichiatria, in risposta a un'interrogazione in consiglio provinciale di Milano per il patrocinio concesso dalla Provincia a un suo convegno, un "organizzazione credibile con la stessa dignità al pari di psicologi e aziende ospedaliere".

## Vicende giudiziarie
L'8 giugno 2017 Maerna viene condannato in primo grado a 1 anno e 2 mesi di reclusione e all'interdizione dai pubblici uffici, dall'ottava sezione penale del tribunale di Milano, per concorso in truffa e falso ideologico aggravati perché commessi da un pubblico ufficiale che ha approfittato di una posizione di potere.